# Lage Gouwe 136 (Gouda)

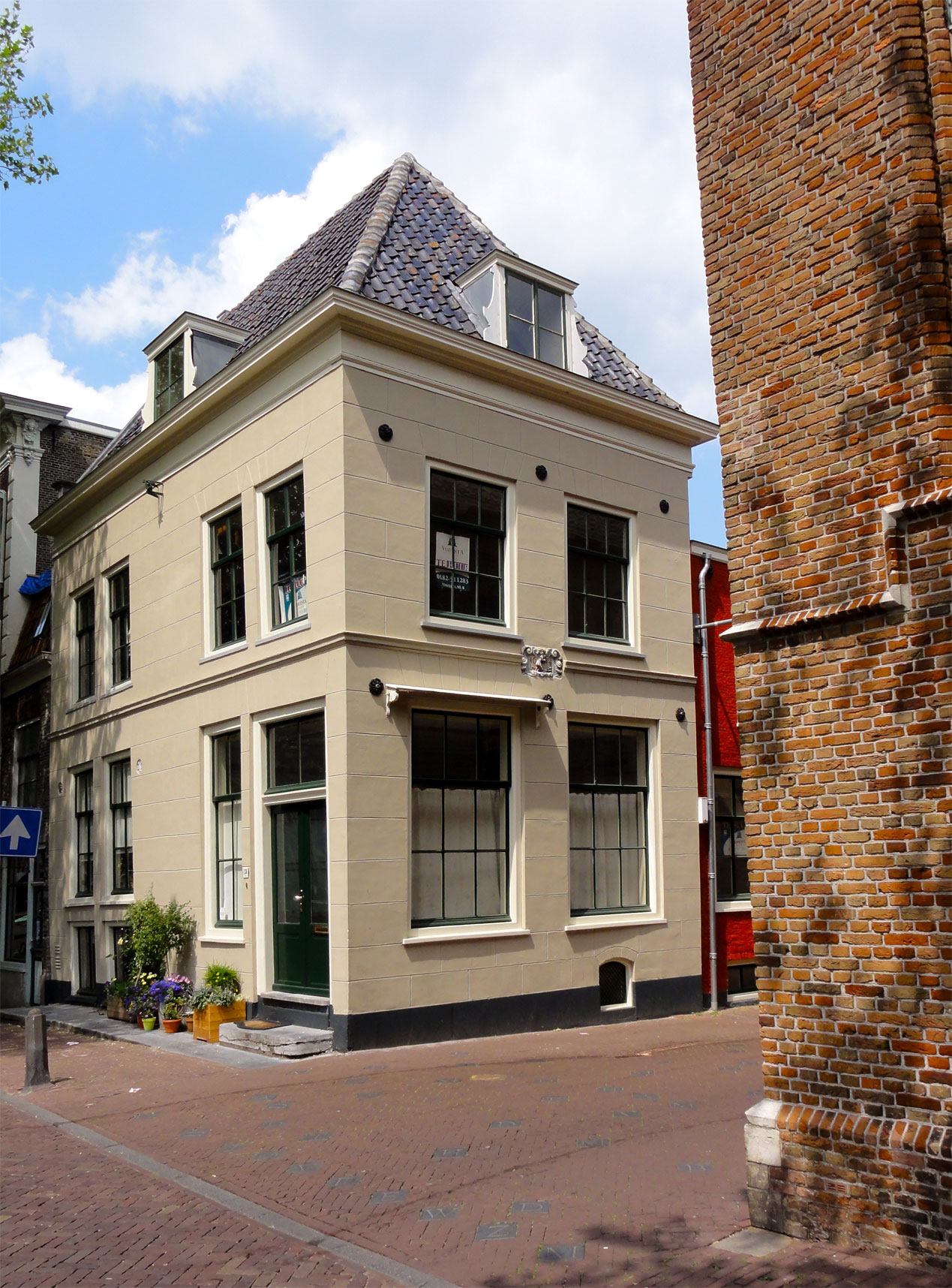
Grachtenpand aan de Lage Gouwe 136, hoek Lange Groenendaal te Gouda

Het pand Lage Gouwe 136 is een monumentaal grachtenpand aan de Lage Gouwe in Gouda.
Het monumentale grachtenpand aan de Lage Gouwe 136 te Gouda is een hoekpand en ligt op de hoek van de Lange Groenendaal met de Lage Gouwe. Aan de Lange Groenendaalzijde bevindt zich een gevelsteen met het jaartal 1644 en de afbeelding van waarschijnlijk een kuiper. Het pand heeft jaren dienstgedaan als apotheek van achtereenvolgens de apothekers Cornelis Thim en Adolf Hendrik Teepe. De laatste was tevens voorzitter van de Goudse vrijmetselaarsloge De Waare Broedertrouw. Vermoedelijk is het pand ouder dan het jaartal in de gevelsteen doet vermoeden. Het onderste gedeelte dateert naar alle waarschijnlijkheid uit de 15e of 16e eeuw.
Tot circa 1860 had het pand een trapgevel aan de Lange Groenendaalzijde. Bij een verbouwing is deze gevel vervangen door de huidige vlakke gevel. Het pand is erkend als rijksmonument.

## Zie ook

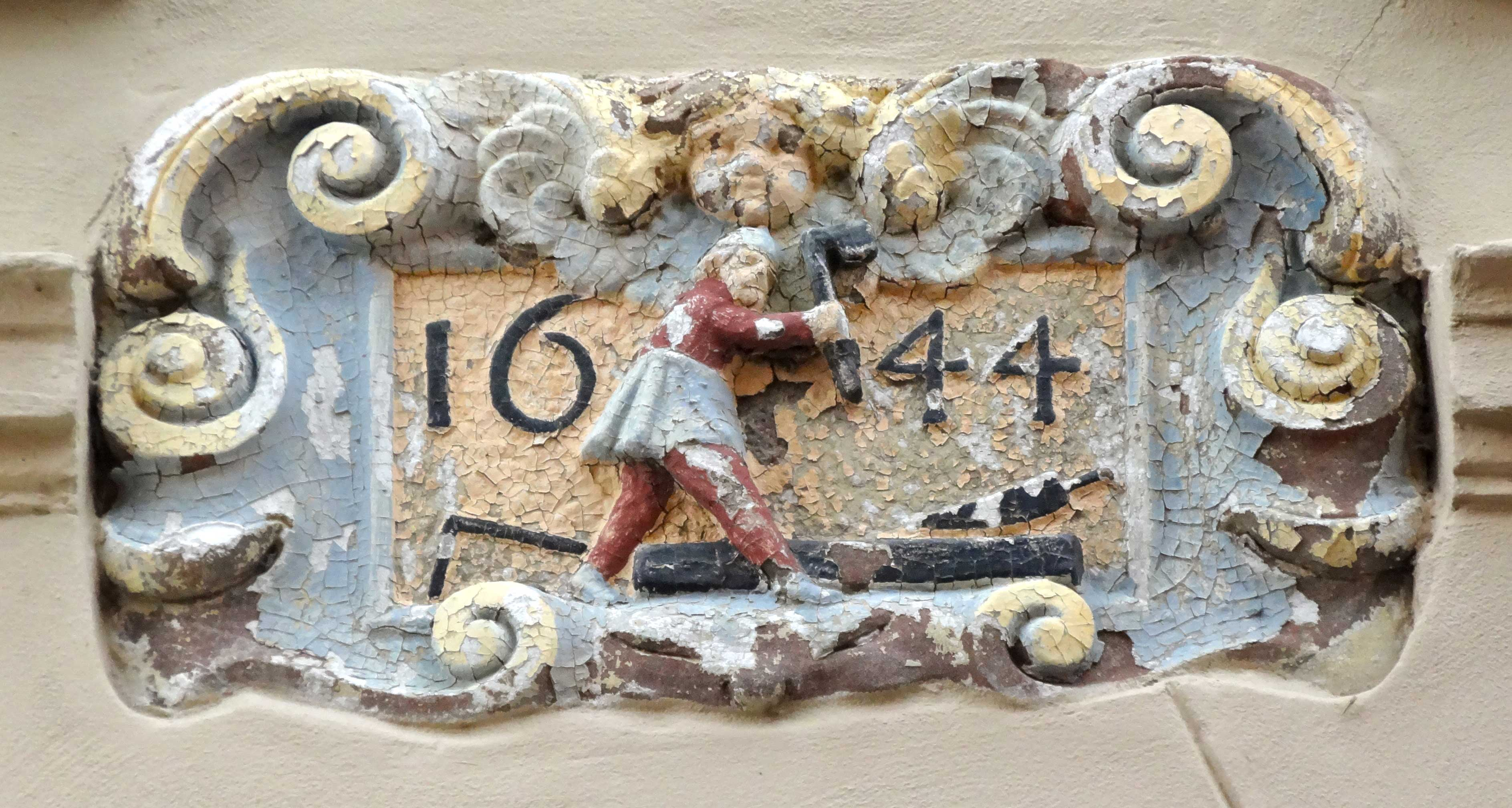
Gevelsteen met jaartal en afbeelding van vermoedelijk een kuiper